# Āshmīzān
Āshmīzān (persiska: آچميزان, Āchmīzān, آشمیزان) är en ort i Iran.   Den ligger i provinsen Hamadan, i den nordvästra delen av landet, 290 km sydväst om huvudstaden Teheran. Āshmīzān ligger 1 855 meter över havet och antalet invånare är 133.
Terrängen runt Āshmīzān är huvudsakligen kuperad. Āshmīzān ligger nere i en dal. Runt Āshmīzān är det ganska tätbefolkat, med 192 invånare per kvadratkilometer. Närmaste större samhälle är Pey Mān, 3,3 km nordväst om Āshmīzān. Trakten runt Āshmīzān består i huvudsak av gräsmarker.